# 럼케이섬

럼케이섬

럼케이섬(영어: Rum Cay)은 바하마의 섬으로 높이는 37m이다. 산살바도르섬에서 남서쪽으로 32km 정도 떨어진 곳에 위치한다.